# Dörnigheim
Dörnigheim is een plaats in de gemeente Maintal, gelegen in het Main-Kinzig district van de deelstaat Hessen.
De plaats Dörnigheim werd in de geschiedenis voor het eerst genoemd in het jaar 793. De oude naam uit deze tijd was Turincheim. Dörnigheim werd een stad in 1957, maar werd deel van Maintal in 1974.

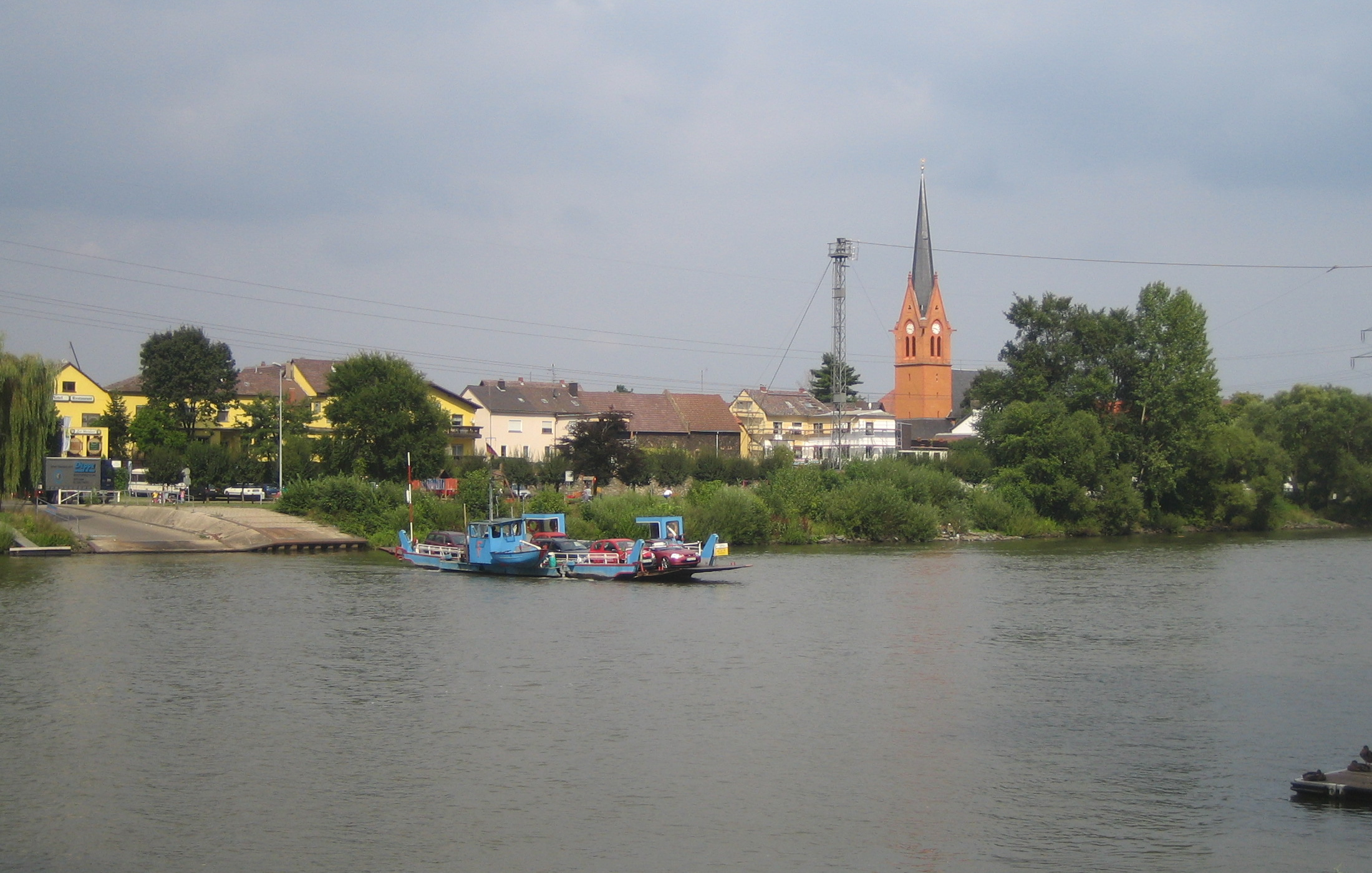
Dörnigheim